# Europese weg 577
De Europese weg 577 of E577 is een Europese weg die loopt van Ploiești in Roemenië naar Buzău in Roemenië.

## Algemeen
De Europese weg 577 is een Klasse B-verbindingsweg en verbindt het Roemeense Ploiești met het Roemeense Buzău en komt hiermee op een afstand van ongeveer 70 kilometer. De route is door de UNECE als volgt vastgelegd: Ploiești - Buzău.

## Nationale wegnummers
De E577 loopt over de volgende nationale wegnummers:
| Nummer   | Tracé               |
| Roemenië | Roemenië            |
| -------- | ------------------- |
| 1A       | Ploiești - Ploiești |
| 1B       | Ploiești - Buzău    |